# Elisa Vegas
Elisa Vegas Rodríguez (15 de marzo de 1988) es una clarinetista y directora de orquesta venezolana.

## Trayectoria artística
Inicia estudios musicales a temprana edad bajo la influencia de su padre, Guillermo Vegas (conocido como Federico Pacanins).
Ingresa en el Conservatorio Nacional de Música Juan José Landaeta donde se graduó con honores. Posteriormente, realiza estudios avanzados en la Escuela de Música Ars Nova y se gradúa summa cum laude en Artes mención musicología, en la Universidad Central de Venezuela. 
Su formación en la dirección orquestal viene de la mano del maestro Rodolfo Saglimbeni y la cátedra de formación de directores de Fundamusical Bolívar. Desde 2005 hasta 2008 cursó dirección orquestal en “Canford School of Music”, Inglaterra, bajo la tutela de los maestros George Hurst, Dense Ham y Robert Houligan. También ha participado en cursos con los maestros Gunther Schuller, Sung Kwak, Collin Metters y Francisco Noya. 
Desde el año 2005 a 2017 fue directora musical de la Orquesta Sinfónica Juvenil de Chacao con la cual realizó cuatro giras nacionales al sur, oriente, occidente y andes venezolanos. Ha sido directora invitada de las principales orquestas de Venezuela, acompañando a solistas como Alexander Krichel (Alemania), Rossana Calvi (Italia), Giovanni Scarpetta (Colombia), Sandra Fernández (España), Belén Roig (España), Gustavo Palomo (Guatemala), Alexis Cárdenas, Iván Pérez, Gaspar Colón, Mariana Ortiz, Andrés Eloy Medina, Guiomar Narváez, Miguel Sánchez, entre otros.
Los montajes escénicos-musicales se han convertido en parte central de su carrera y se ha dedicado desde el año 2012 a la producción y dirección artística de óperas y zarzuelas en Caracas. Entre sus presentaciones destacan la gala lírica y escénica de la Orquesta Sinfónica Nacional de Guatemala en el Teatro Nacional de Guatemala, el estreno de las temporadas de ópera, ballet y zarzuela del Teatro de Chacao en Caracas; las crónicas musicales "Cuéntame de Ópera"; las temporadas "XX Aniversario" y “Ellas llevan la Batuta” de la FOSGMA, “La Canción de Caracas” que cuenta con una producción discográfica-, “Aldemaro”, “Billo, una revista musical”; el reestreno de la zarzuela El Cumpleaños de Leonor; las temporadas de música y escena con montajes de las óperas Gianni Schicchi, I Pagliacci, Rigoletto; la producción y dirección de las zarzuelas Los Gavilanes, Luisa Fernanda y La Verbena de la Paloma; las temporadas de los musicales La Novicia Rebelde, El Hombre de la Mancha y Los Miserables, la temporada de ópera de Chacao con la Cambiale di Matrimonio y Cosi fan tutte, así como su participación en el Festival Vivaldi de la Orquesta Simón Bolívar, Ciclo “Nuevas Generaciones”, Ciclo “Bach”, Ciclo “Beethoven” y Ciclo “Mozart” de la Orquesta Sinfónica Municipal de Caracas, “XVI Festival latinoamericano”, temporada de ópera de Guatemala con L´elisir d´Amore, concierto con Orchestre de Chambre de Lausanne en Suiza en el marco del  75 aniversario de la misma, la dirección musical de la Gala Conmemorativa de los 30 años del Teatro Teresa Carreño, así como la XVI y XVII temporadas del Ballet El Cascanueces de este teatro.
En el mes de julio de 2017 fue nombrada directora titular de la Orquesta Sinfónica Gran Mariscal de Ayacucho en el período 2017 – 2021.